# 瀧上夕佳
瀧上 夕佳（たきがみ ゆか、1983年〈昭和58年〉8月9日 - ）は、日本のタレント、元アイドル。東京都出身、スリーサイズはB75cm、W53cm、H82cm。足の大きさ23cm。血液型B型。かつてホリプロに所属していた。

## 来歴・人物
- 1999年に雑誌のオーディションに合格し、2000年インターネット公募にて“かわいいひよこたち”を意味するグループ名が決定し、本格活動に入る。ホリプロが身長150cm以下の女の子3人（豊岡真澄・小林美香）で結成したアイドルユニットP-chicksの一員として芸能界入り。ブレイク寸前アイドルとして各誌の注目を集めた。ホリプロ主催のチャットパーティーなどに参加していたこともある。
- P-chicks解散後の消息は、一時期短大に通いながら、ファッション雑誌の読者モデルをしていた。

## 作品
すべてP-chicks名義。
CD
- JUMP -メイっぱい抱きしめて-（2000年7月26日、ビクターエンタテインメント） テレビアニメ「HAND MAID メイ」オープニングテーマ

ビデオ
- P-chicks ファーストビデオ（2000年8月19日、ポニーキャニオン）

写真集
- P-chicks ファースト写真集(2000年6月？日、宙出版）